# Зебжидовский, Михаил
Михаил Зебжидовский (19 сентября 1613 — 19 апреля 1667) — государственный и военный деятель Речи Посполитой, мечник великий коронный (1647—1664), генеральный староста краковский (1664—1667), воевода краковский (1667), староста лянцкоронский.

## Биография
Представитель польского магнатского рода Зебжидовских герба «Радван». Старший сын мечника великого коронного Яна Зебжидовского (1583—1641) и Барбары Любомирской. Младший брат — каштелян люблинский Франтишек Флориан Зебжидовский (1615—1650).
В 1634 году Михаил Зебжидовский вместе с младшим братом Франтишеком Флорианом вернулся из заграничной поездки по европейским странам. В 1647 году король Речи Посполитой Владислав IV Ваза назначил Михаила Зебжидовского мечника великого коронного.
С 1648 года в состав польской армии участвовал в подавлении казацко-крестьянского восстания на Украине. В 1651 году король Речи Посполитой Ян Казимир Ваза отправил мечника великого коронного Михаила Зебжидовского с частью армии из-под Берестечка в Подгалье для подавления крестьянского восстания под руководством Александра Костки-Наперского. Однако епископ краковский Пётр Гембицкий успел своими силами подавить крестьянское восстание.
В 1655 году в начале польско-шведской войны (1655—1660) по приказу Яна Казимира мечник великий коронный Михаил Зебжидовский занимался сбором войск. В 1655 году выехал в Венгрию, но после взятия шведами Лянцкороны вернулся на родину. В 1656 году освободил от шведских захватчиков Подгорье и Подгалье. После заключения Оливского мира шляхта требовала от своих послов, чтобы они на сейме публично поблагодарили мечника за его заслуги перед отчизной.
В 1664 году Михаил Зебжидовский был назначен генеральным старостой краковским, а через три года получил должность воеводы краковского. С осени 1659 года начал болеть.
19 апреля 1667 года Михаил Зебжидовский скончался в Ланцкороне, был похоронен в костёле в Кальварии-Зебжидовской.

## Семья
Между 1634/1636 годом женился на Марианне Стадницкой из Жмигруда (ум. 1671), от брака с которой имел двух дочерей:
- Анна Зебжидовская (ум. 1668), жена подкомория краковского, князя Яна Кароля Чарторыйского (1626—1680)
- Хелена Зебжидовская (ум. 1676), жена чашника великого коронного Яна Опалинского (1643—1682).